# チリ・カトリック大学
チリ・カトリック大学（チリ・カトリックだいがく、Pontificia Universidad Católica de Chile）は、 チリの首都サンティアゴにある私立大学。チリでは歴史の古い大学のひとつ。

## 概要
1888年にサンティアゴの大司教により設立された。当初の学科は法学と数学のみだった。1930年、ピウス11世 (ローマ教皇)によって教皇庁立大学に指定された。このため伝統的にバチカンとの関係が深い。
チリ・カトリック大学はチリを代表する大学のひとつと目されており、政界や経済界で活躍している人材を多数輩出している。国際的にも高く評価されており、2020年のQS世界大学ランキングではラテンアメリカ地域で首位だった。

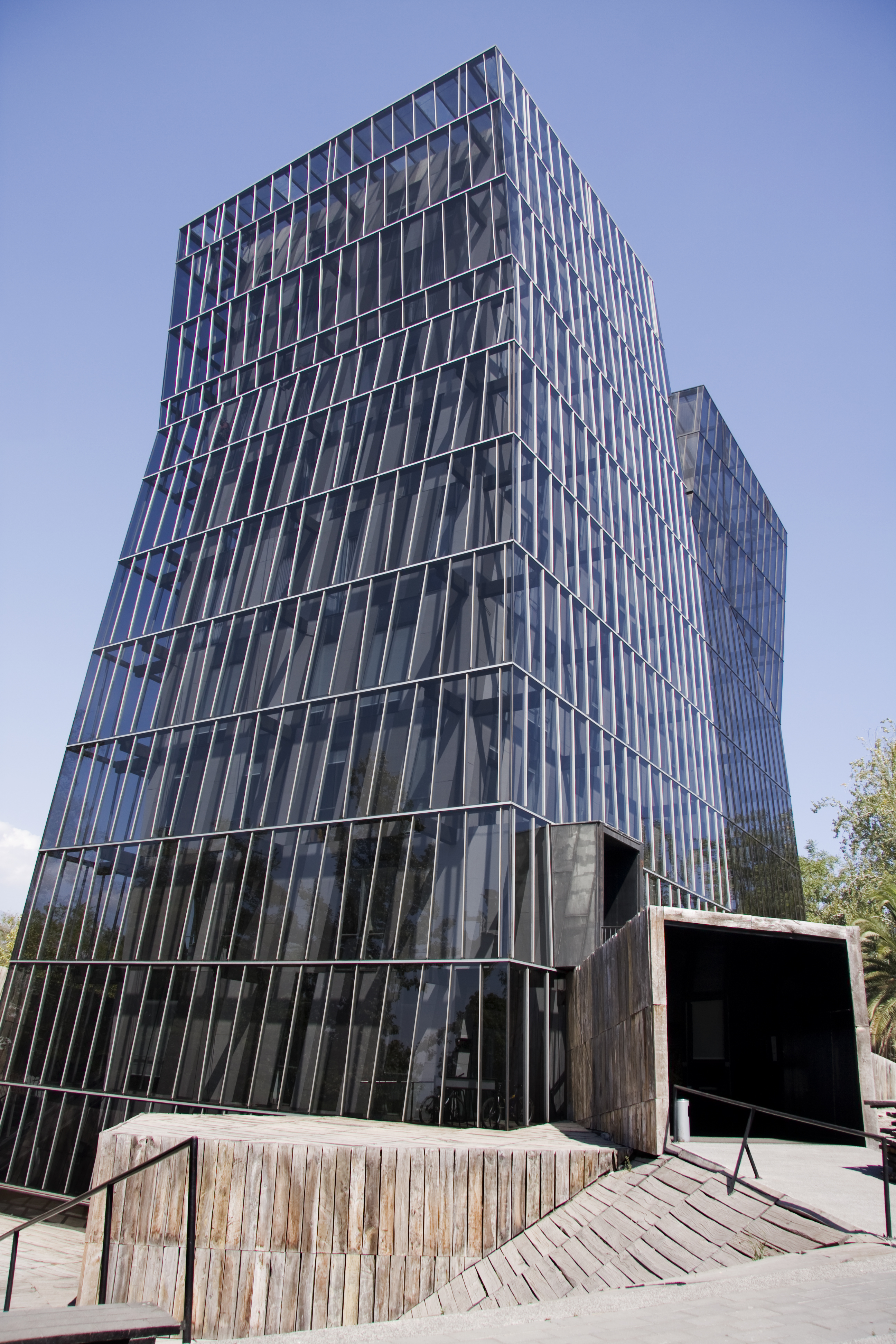
建築学部